# Parainocellia braueri
Parainocellia braueri là một loài côn trùng trong họ Inocelliidae thuộc bộ Raphidioptera. Loài này được Albarda miêu tả năm 1891.